# Cintos
Cintos (románul: Ațintiș, németül: Zinzendorf) falu Maros megyében, Erdélyben, Romániában.

## Nevének eredete
Neve a latin eredetű Hyacinthus férfinévből származik. A kezdőhang a magyarban lekopott, a román név azonban megtartotta. Először 1357-ben Acynthus és Acentus, majd 1461-ben Acinctus, 1469-ben pedig Jacinthus alakban említették.

## Fekvése
A magyar tájbeosztás szerint Kutasföldnek nevezett dombos kistájon, Marosludastól hét kilométerre délre fekszik.

## Népessége

### A népességszám változása
Lakossága 1880 és 1966 között növekedett, azóta fogy. 

### Etnikai és vallási megoszlás
- 1880-ban 550 lakosából 429 volt román, 57 magyar és 63 egyéb (cigány) anyanyelvű; 302 görögkatolikus, 175 ortodox, 54 református és 18 római katolikus vallású.
- 2002-ben 743 lakosából 686 volt román, 38 cigány és 19 magyar nemzetiségű; 608 ortodox, 109 görögkatolikus, 14 református és öt római katolikus vallású.

## Története
Először 1357-ben említik. 1461-ben juhötvenedet fizető román falu volt. Fehér, majd Alsó-Fehér vármegyéhez tartozott.